# Lianyun
Lianyun (chinesisch 连云区, Pinyin Liányún Qū) ist ein chinesischer Stadtbezirk der bezirksfreien Stadt Lianyungang im Nordosten der Provinz Jiangsu. Er hat eine Fläche von 579,2 km² und zählt 232.097 Einwohner (Stand: Zensus 2010).

## Verkehr
In Lianyun liegt der bedeutende Containerhafen von Lianyungang. Der Bahnhof Lianyun ist die Endhaltestelle der Bahnstrecke Lianyungang–Lanzhou.

## Administrative Gliederung
Auf Gemeindeebene setzt sich der Stadtbezirk aus sieben Straßenvierteln, einer Großgemeinde und drei Gemeinden zusammen. 